# Črešnjevec ob Bistrici
Črešnjevec ob Bistrici je naselje v Občini Bistrica ob Sotli.